# Óriáskígyó-félék

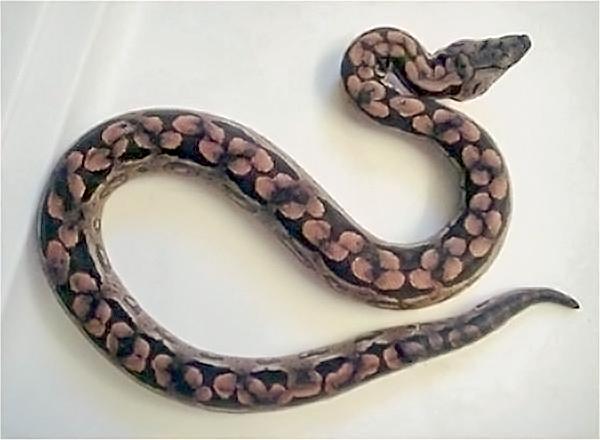
Duméril-boa (Boa dumerili)

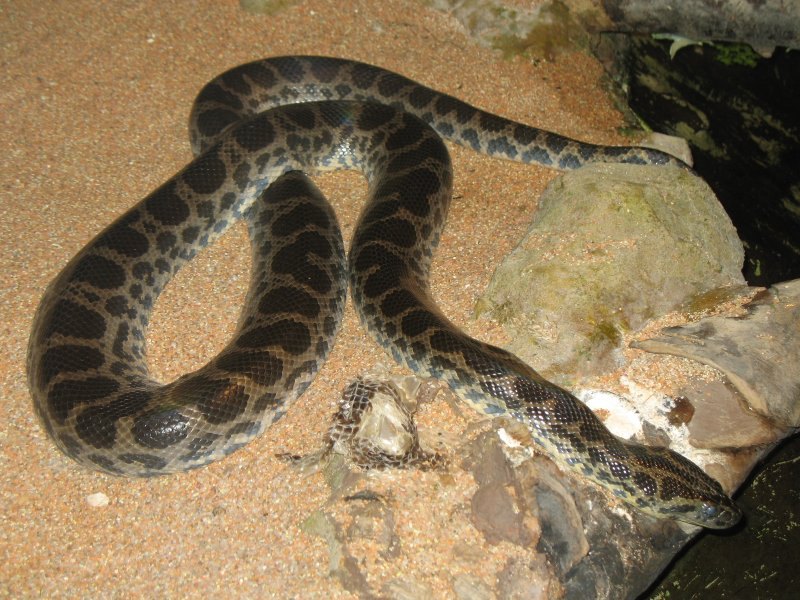
Sárga anakonda (Eunectes notaeus)

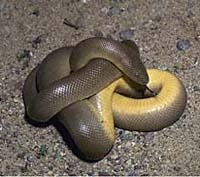
Gumiboa (Charina bottae)

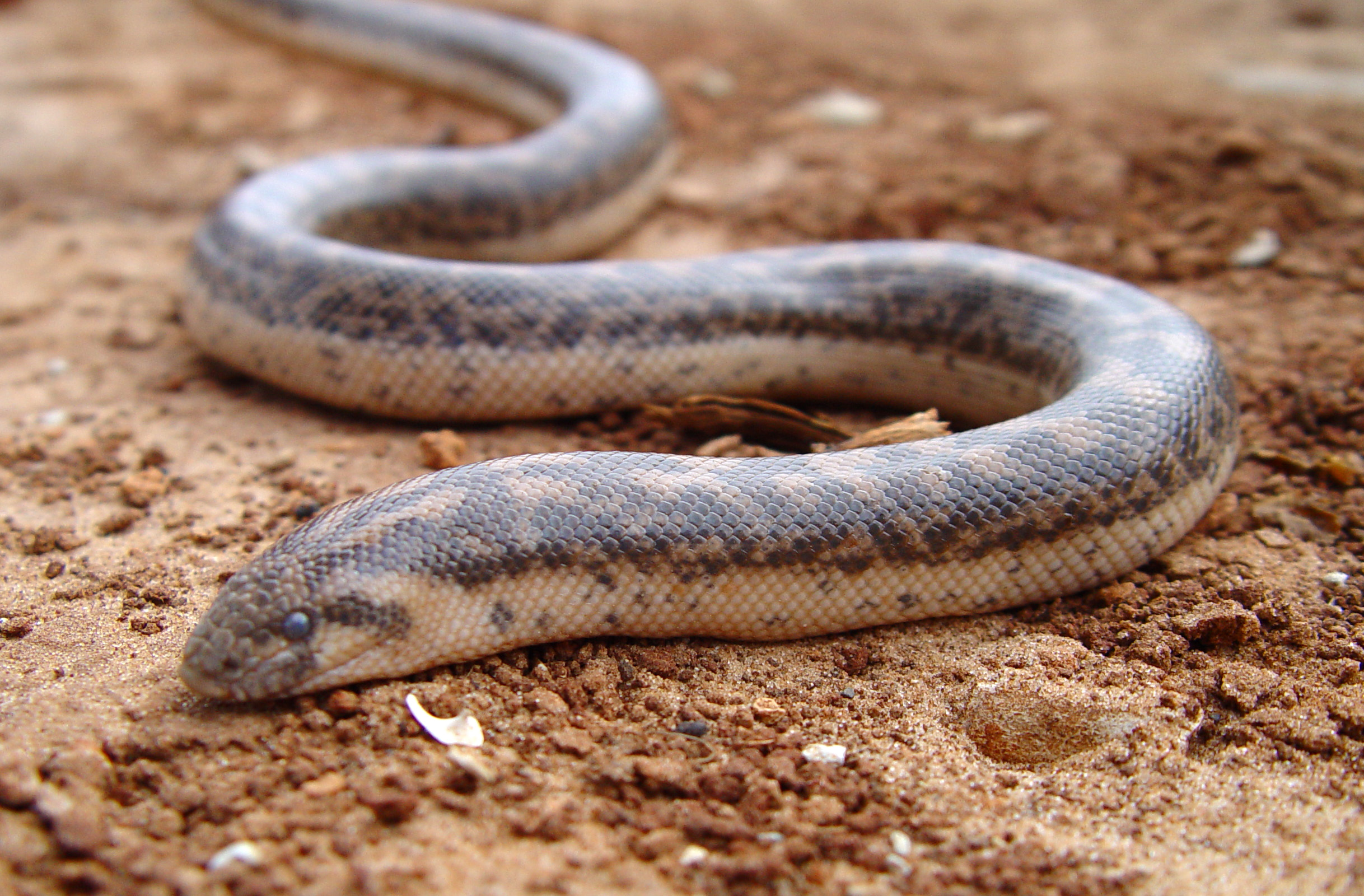
Nyugati homokiboa (Eryx jaculus)

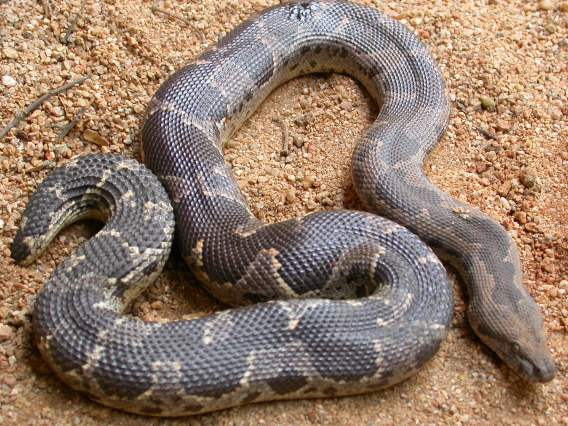
Érdes homokiboa (Gongylophis conicus)

Az óriáskígyó-félék vagy boafélék (Boidae) a hüllők (Reptilia) osztályába a pikkelyes hüllők (Squamata) rendjébe és a kígyók (Serpentes) alrendjébe tartozó család. 2 alcsalád 9 nem és 43 faj tartozik a családba. Meglehet, hogy e családhoz tartozik a legősibb ismert kígyók közül a felső kréta korú Madtsoia.

## Rendszerezés
Egyes rendszertanok a Boiidea kisrendet (óriáskígyók) Boidae és Pithonidae öregcsaládra osztják. A családba az alábbi nemek és fajok tartoznak:

### Boinae
A valódi boák (Boinae) alcsaládba 6 nem és 29 faj tartozik 
- Boa Linnaeus, 1758 – 3 faj

- Candoia (Gray, 1842) – 5 faj
  - új-guineai boa (Candoia aspera)
  - fidzsi boa (Candoia bibroni)
  - óceáni boa (Candoia carinata)
  - falakó óceániboa (Candoia paulsoni)[1]
  - palaui boa (Candoia superciliosa)

- Corallus (Daudin, 1803) – 8 faj
  - Corallus annulatus
  - kutyafejű boa (Corallus caninus)
  - Cook-kertiboa (Corallus cookii)
  - Cropan-kertiboa (Corallus cropanii)
  - falakó boa (Corallus enydris)[1] (C.e. enydris, C.e. annulata, C.e. cooki, C.e. hortulana)
  - Grenadine-szigeteki boa (Corallus grenadensis)
  - kertiboa (Corallus hortulanus)
  - közép-amerikai kertiboa (Corallus ruschenbergerii)

- Epicrates (Wagler, 1830) – 11 faj
  - kubai karcsúboa (Epicrates angulifer)
  - szivárványos boa (Epicrates cenchria) (E.c. cenchria, E.c. alvarezi, E.c. assisii, E.c. barbouri, E.c. crassus, E.c. gaigei, E.c. hygrophilys, E.c. maurus, E.c. polyplesis)[1]
  - Turks-szigeteki karcsúboa (Epicrates chrysogaster)
  - Abaco-karcsúboa (Epicrates exsul)
  - Ford-karcsúboa (Epicrates fordii)
  - dominikai karcsúboa (Epicrates gracilis)
  - Puerto Ricó-i karcsúboa (Epicrates inornatus)
  - Mona-karcsúboa vagy Virgin-szigeteki karcsúboa (Epicrates monensis)
  - Inaguai karcsúboa (Epicrates relicquus)[1]
  - haiti karcsúboa vagy bahamai karcsúboa (Epicrates striatus)
  - jamaicai karcsúboa (Epicrates subflavus)

- Eunectes Wagler, 1830 – 4 élő, és 1 fosszilis faj

- Sanzinia J. E. Gray, 1849

### Erycinae
Az Erycinae alcsaládba 3 nem és 15 faj tartozik 
- Charina (Gray, 1849) – 4 faj
  - gumiboa (Charina bottae) (Ch.b. bottae, Ch.b. umbriatica, Ch.b.utahi)[1]
  - kaliforniai gumiboa (Charina umbratica)
  - kalabári piton (Charina reinhardtii vagy Calabaria reinhardtii)
  - rózsaboa (Charina trivirgata vagy Lichanura trivirgata)

- Eryx (Daudin, 1803) – 9 faj
  - egyiptomi homokiboa (Eryx colubrinus)[1]
  - afgán homokiboa (Eryx elegans)
  - nyugati homokiboa (Eryx jaculus)
  - törpe homokiboa (Eryx jayakari)
  - indiai homokiboa (Eryx johnii)
  - keleti homokiboa (Eryx miliaris)
  - szomáli homokiboa (Eryx somalicus)
  - nagy homokiboa (Eryx tataricus)
  - Whitaker-homokiboa (Eryx whitakeri)

- Gongylophis (Wagler, 1830) – 3 faj
  - egyiptomi homokiboa (Gongylophis colubrinus)
  - érdes homokiboa (Gongylophis conicus)
  - szaharai homokiboa (Gongylophis muelleri)

Korábban a Pythoninae alcsaládot is ide sorolták, ennek fajait azonban ma már a pitonfélék (Pythonidae) önálló családjába helyezik.

## Képek

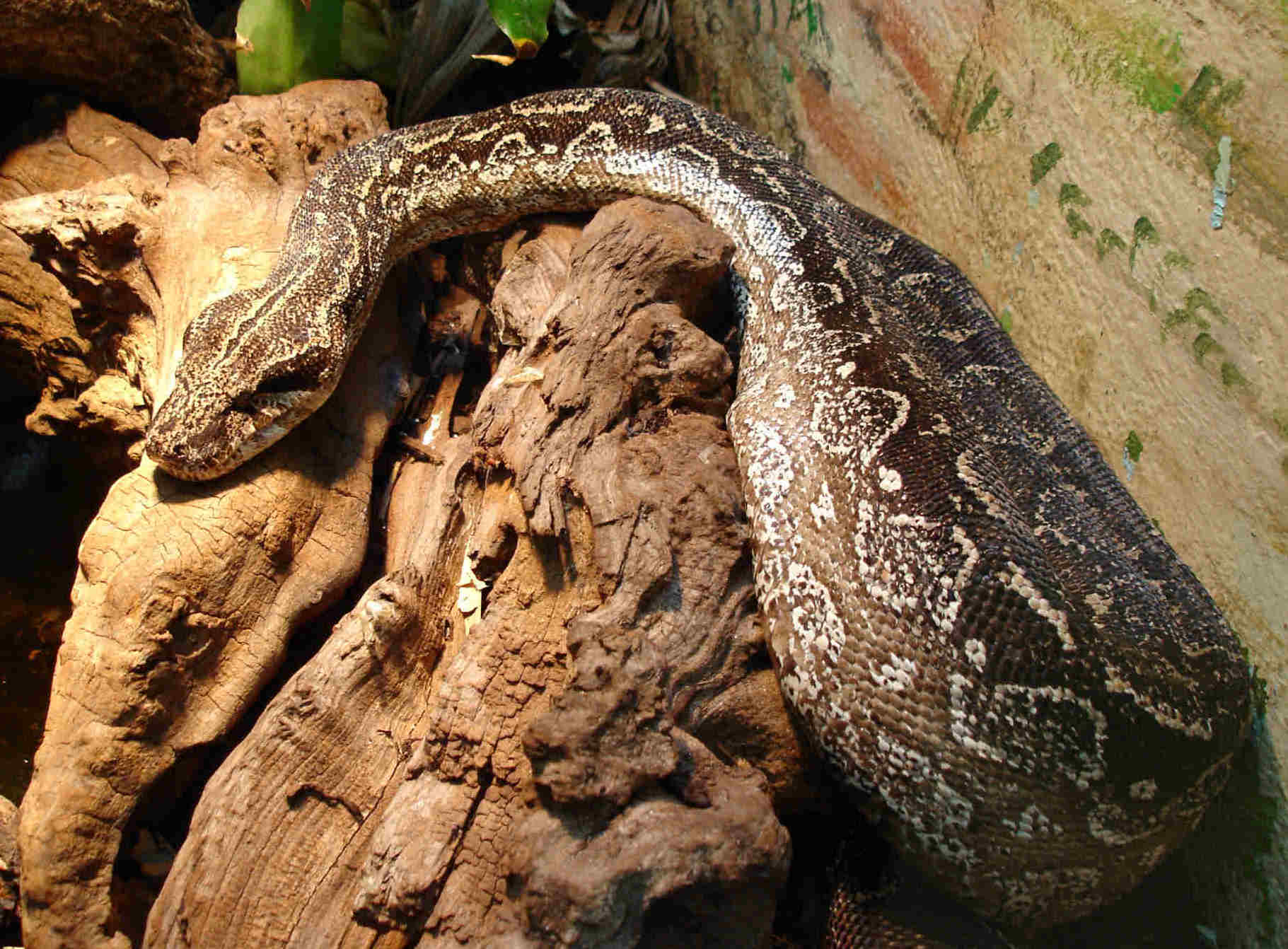
Argentin boa (Boa constrictor occidentalis)
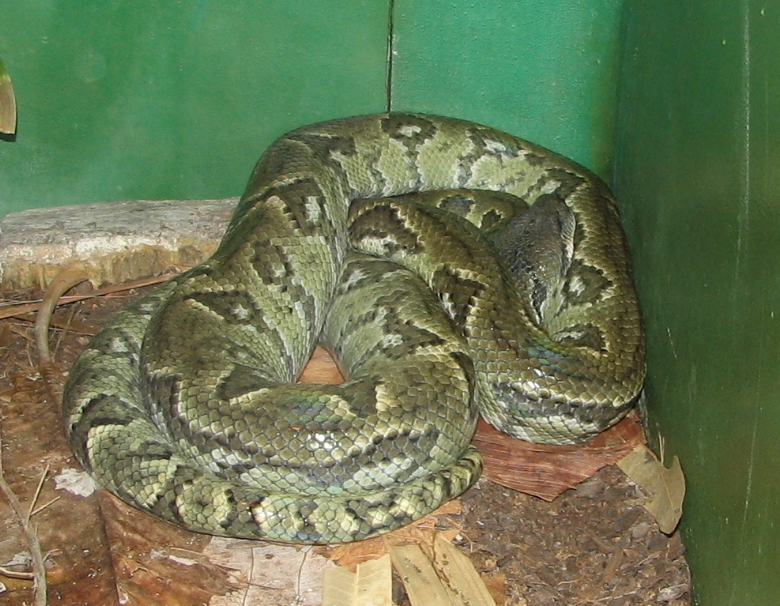
Madagaszkári falakóboa (Sanzinia madagascariensis)
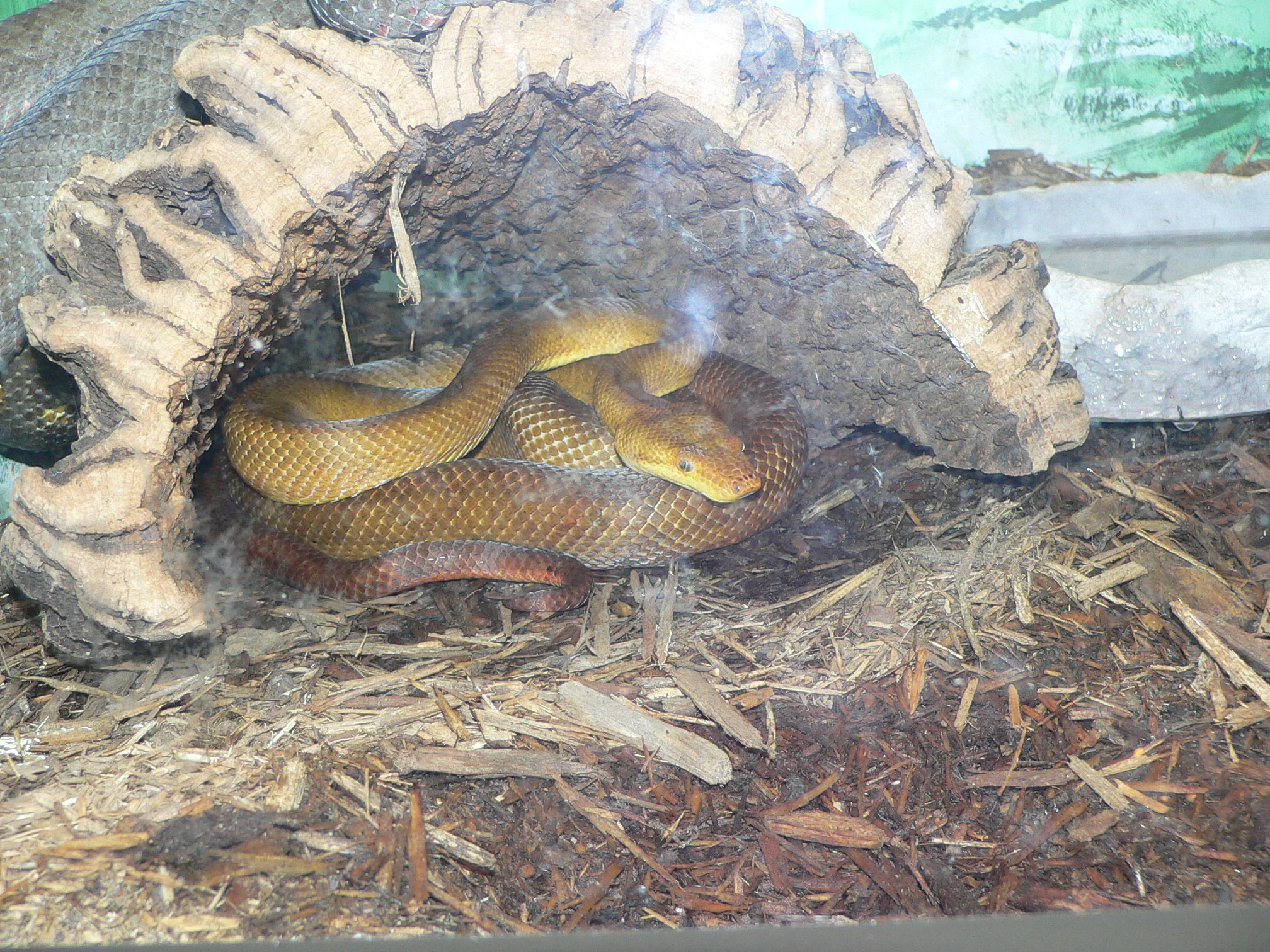
Candoia bibroni
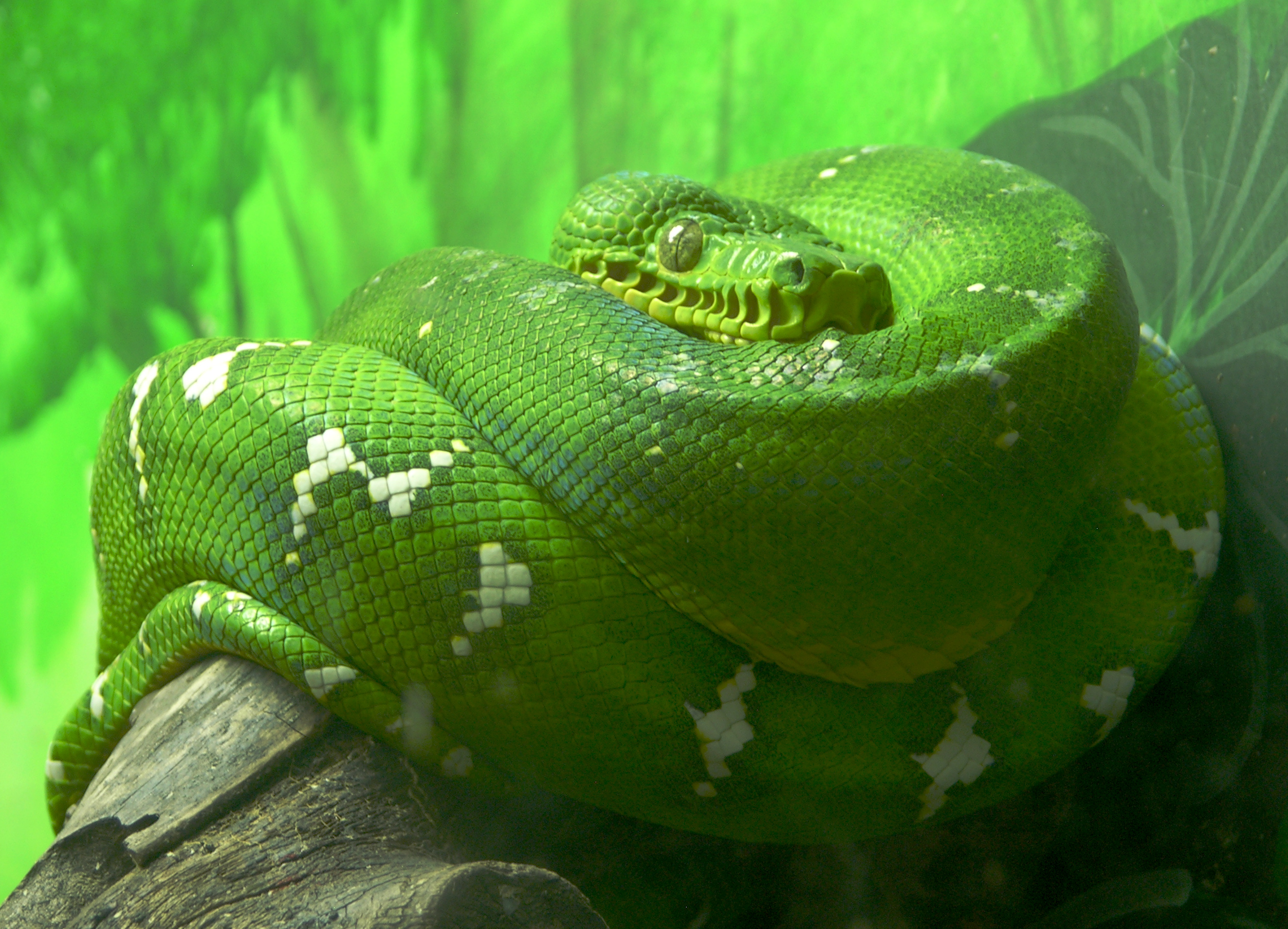
Kutyafejű boa (Corallus caninus)
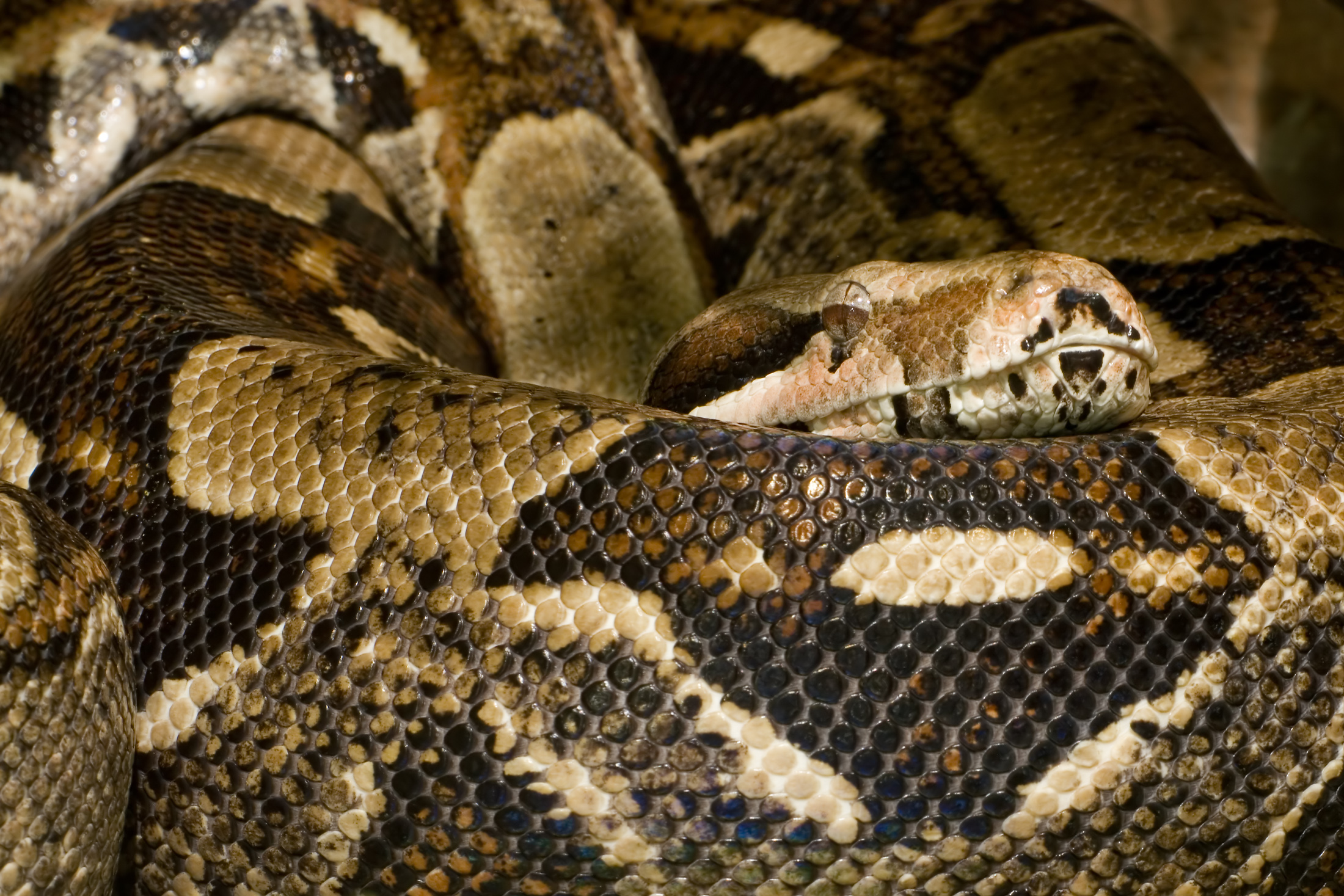
Haiti karcsúboa (Epicrates striatus)
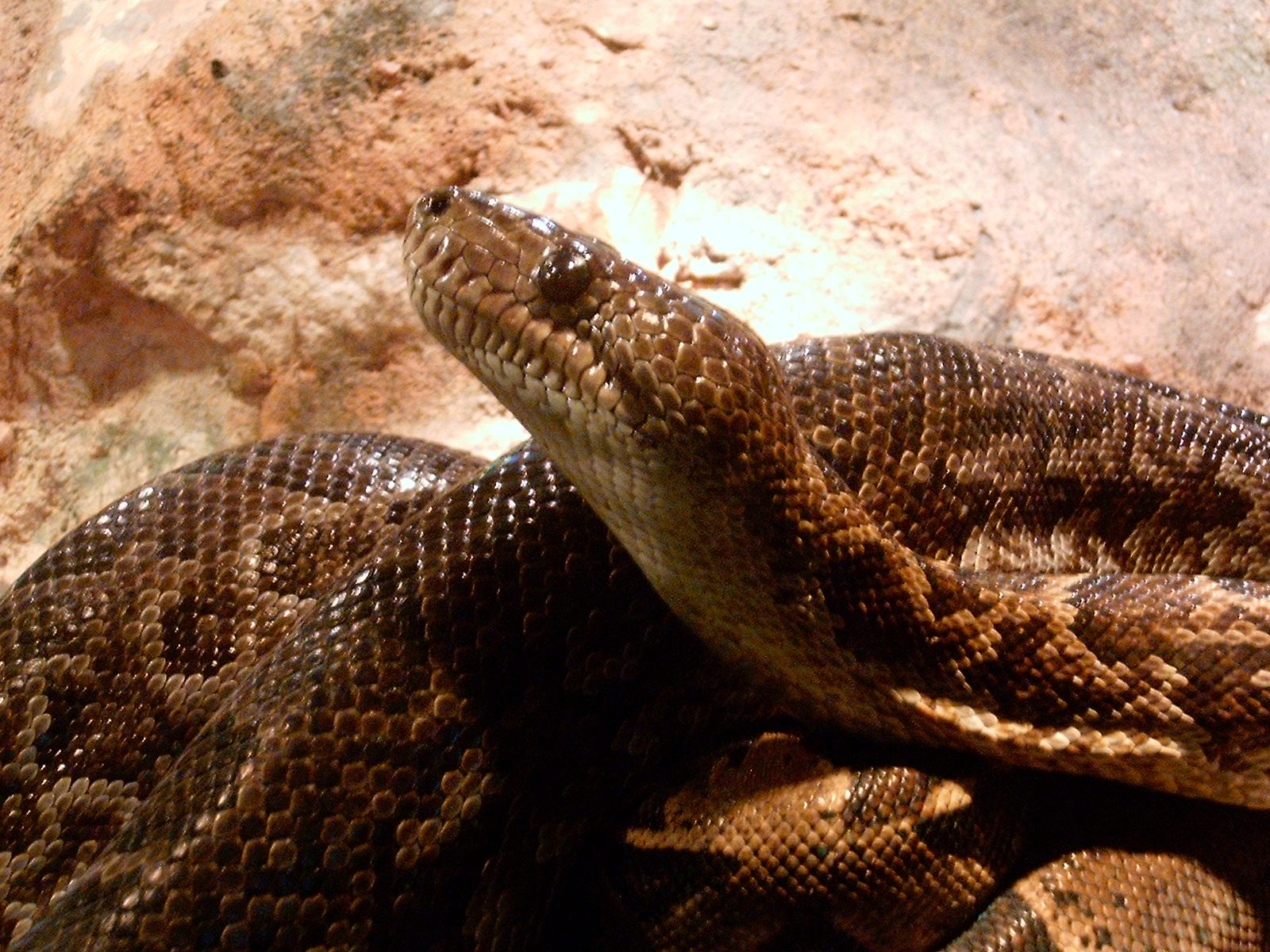
Kubai karcsúboa (Epicrates angulifer)
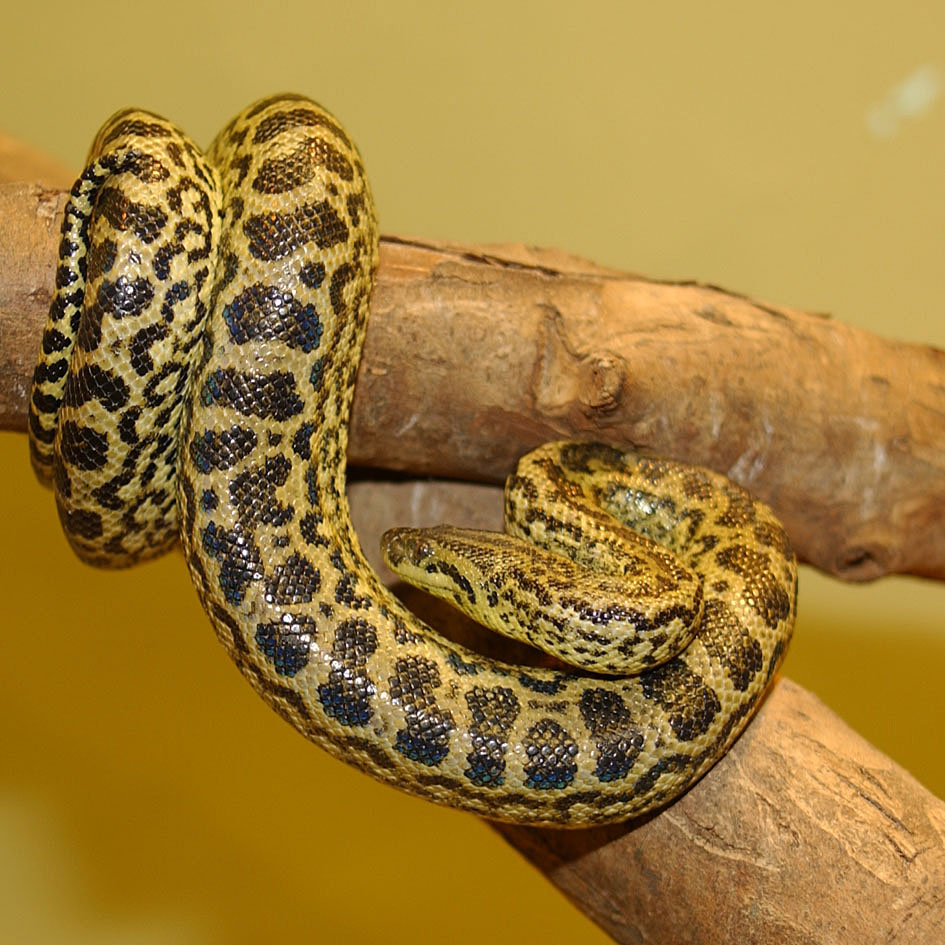
Sárga anakonda (Eunectes notaeus)
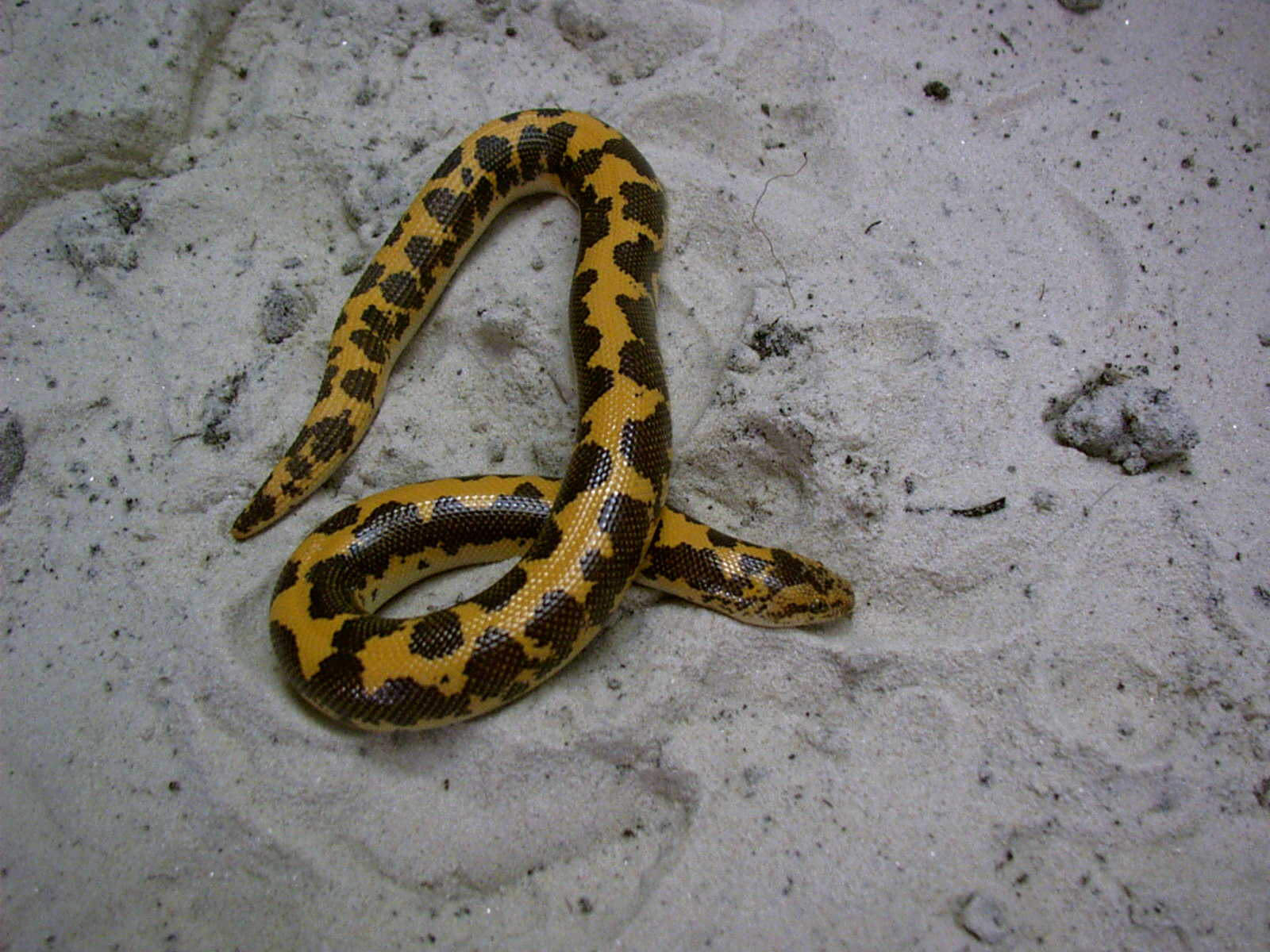
Egyiptomi homokiboa (Gongylophis colubrinus)